# Tempo (rapero)
David Sánchez Badillo (Ponce, 25 de septiembre de 1977) conocido por su nombre artístico Tempo, es un rapero puertorriqueño. Es conocido por ser uno de los artistas más influyentes de la historia del rap y reggaetón en Puerto Rico. Fue colocado en el puesto número cuarenta y siete en la lista de los «50 grandes raperos en la historia del rap en español», publicada por la revista estadounidense Rolling Stone.

## Primeros años
David nació en Ponce en 1977. Cuando tenía 5 años su familia se trasladó a Nueva York. Fue bautizado como Tempo por el fallecido cantante K2 Young, quién fue hermano del exponente Divino.

## Carrera musical

### 1996-2001: comienzos
Comenzó participando en producciones del productor DJ Joe como DJ Joe 3: Aplastando y DJ Joe 4: Como Antes de 1996. En 1997, participó en la producción S.P.I.C. - Spanish People In Control. En 1998, participó en la producción Time To Kill con la canción «El que tenia que llegar» y en el álbum debut del cantante Mexicano 777 con la canción «Hagan ruido las pistolas».
En 1998 conoció al productor DJ Playero con el cual lanzó la canción «Bailando quiero verlas» para la producción Playero 41: Past, Present & Future (Part 1). Lanzó su álbum debut Game Over en 1999, el cual contó con las colaboraciones de Héctor & Tito, Mexicano, MC Ceja, Getto & Gastam. En 2000, lanzó su segundo álbum titulado New Game.
Durante este tiempo, se convirtió en el primer artista latino en lanzar Beefs (Contrapuntos o tiraderas) en español y los primeros exponentes que tuvieron enfrentamientos líricos con el rapero fueron Daddy Yankee, Nicky Jam, Lito & Polaco, Master Joe & OG Black.
En 2001, lanzó la producción de varios artistas Buddha's Family, el cual contó con las participaciones de Don Omar, Eddie Dee, Ivy Queen y fue la primera producción del sello discográfico con el nombre mismo.

### 2002-2012: arresto yFree Tempo
El 17 de octubre de 2002, Tempo fue detenido y puesto en prisión por tráfico de drogas y posesión ilegal de armas, además era sospechoso de asesinatos, secuestros y robos. Fue condenado a 24 años de prisión, tiempo después se los redujeron a 11 años por buena conducta. En el 2006 se creó un movimiento llamado Free Tempo que consistía en juntar firmas para que el artista recupere su libertad, pero al final, terminó cumpliendo su condena de 11 años en prisión.
Free Tempo, grabado mientras cumplía condena, fue lanzado al mercado en junio de 2009. Uno de los vídeos fue nominado a un Grammy Latino. Su primera canción está cantada sobre una interpretación de la London Symphony Orchestra (Orquesta Sinfónica de Londres), y cuenta con colaboraciones de Daddy Yankee, Tego Calderón, Arcángel, Héctor el Father, Yomo,Guelo Star, Mexicano 777, Fat Joe, Barrington Levy, y los dúos Wisin & Yandel, Jowell & Randy, J-King & Maximan, Getto & Gastam.

### 2013-2018: libertad yBack To The Game
El 9 de octubre de 2013 Tempo fue puesto en libertad ―tras 11 años de prisión― quedándole por cumplir 6 meses de trabajo comunitario. Lanzó un mixtape llamado Free Music, con colaboraciones de Daddy Yankee, Ñengo Flow, J Álvarez, Farruko, Arcángel, Jory, De La Ghetto, Wisin, Polaco, entre otros.
Su primer concierto después de haber sido puesto en libertad, fue el 17 de mayo de 2014 en el Coliseo de Puerto Rico. Durante ese año mantuvo una guerra lírica con Cosculluela y Kendo Kaponi. En 2015 lanzó el sencillo "Guerrero eterno", con una colaboración póstuma de uno de sus mejores amigos, Mexicano 777. Además tuvo su primera gira por Latinoamérica y en el 2017 por Europa. 
Tuvo quizá su guerra lírica más controvertida, enfrentándose al excantante de Calle 13, Residente. La rivalidad se resolvió en septiembre, cuando ambos se unieron para asistir a los habitantes de la localidad La Perla, tras el paso del Huracán María.
En 2018, lanzó su cuarto álbum de estudio, Back To The Game, que contó con colaboraciones de Ñengo Flow, Randy, Cosculluela, entre otros. Además en el año 2020 Tempo firmó un contrato de  20 millones de dólares con la compañía Rimas Entertainment.

### 2020-presente: el renacimiento de Tempo
Posterior a firmar con Rimas Entertainment, Tempo debutaría el 6 de marzo del 2020 con "81 Disparos" una canción explícita donde desataría toda su ira canalizándola con una lírica agresiva. Un desahogo que dejaba en claro todo lo que estaría por demostrar con el tiempo. En esta canción lanza un par de puyas a Ozuna y Kevvo, menciona que firmó en la disquera de Bad Bunny y dedica unas barras a Kobe Bryant por su muerte.
La primera aparición de la frase Tempo Es Tempo: como es de esperarse, el Maestro lo haría una vez más en "Tempo Es Tempo" lanzada el 3 de abril de 2020. Una obra dedicada a todos los detractores y supuestos fanáticos que atacaron y criticaron su carrera musical después de salir de prisión.

#### El despertar del León
El león del área sur cuenta que pudo reencontrarse musicalmente gracias a una de sus más recientes inspiraciones; Pop Smoke. Tempo afirmaría que conoció este subgénero musical por Pop, quedando fascinado con este estilo de música.
En el año 2014 Tempo predijo su despertar en la canción "Desperté": "Desperté, ¿Qué año es? Este es el 2020
¿Cuántos es que son ustedes? Necesitan más gente,
no se escondan detrás de nadie serpientes
¡Dicen que son dizque gatilleros, mienten!"
Palabras que cobrarían sentido 6 años después de renovarse musicalmente, además de expresar que haría pagar a todos aquellos que le quisieron meter el pie en su carrera.
Tempo debutaría en el Drill el 19 de mayo del 2020 con "ABC". Una canción que recibió un apoyo inmediato por parte de sus fanáticos. Lanzaría dos temas más antes su primer EP, "Relax" el 31 de julio y "El Incorregible" en colaboración con Elysanij el 14 de octubre, esta última siendo su canción de Drill más escuchada tanto en Youtube como Spotify.
Las tres canciones contienen ataques directos; en ABC para Polakan del ex dúo Lito & Polaco, en Relax para el controversial rapero 6ix9ine y en El Incorregible para El Alfa El Jefe.

#### Tempo Es Tempo
Para el mes de noviembre del 2020, se lanzaría oficialmente bajo el sello discográfico Rimas, su primer producción de duración media, "Tempo Es Tempo". Un EP compuesto por 5 canciones, donde principalmente predomina el Drill. En este lanzamiento le haría un homenaje al retirado Héctor El Father en la canción "Loco Los Dejo", en el videoclip se puede apreciar como Tempo representa a Héctor, usando la vestimenta y cadena de Goldstar. Exponentes como Randy, Ñengo Flow, Yomo y Farruko, acompañan a Tempo en la filmación.
Tempo menciona al fallecido rapero Canserbero en "Reptiliano" a modo de homenaje por Jeremías 17:5.
"Siento Que Me Siguen": habla de como se siente al ser observado y vigilado, esto mientras pasan patrullas de Policía cerca de él, menciona el hecho que 3 atestiguaron en contra de su persona, y como conspiraron para que cayera preso, por eso expresa metafóricamente en el inicio del canción, "siento que me siguen". 
"Loco Los Dejo", "So Easy" y "Siento Que Me Siguen", cuentan con su respectivo videoclip, todos a cargo de Virginia Romero.

#### Tempo Es Tempo II
Lanzado el 7 de octubre del 2022, Tempo Es Tempo II es un EP compuesto por 7 canciones, donde nuevamente predomina el Drill como género estelar de la entrega, contando con dos colaboraciones: Viviendo En Guerra junto a Farruko y el Incorregible junto a Elysanij.
Viviendo En Guerra es un rap consciencia inspirada en la canción de Héctor El Father. Farruko por su parte interpretaría el coro, re-versionando la intro de Héctor.
La canción NFT es una tiraera dedicada para Polakan y MC Ceja, estructurada con 5 cambios de ritmo; rap, reggaeton, drill, trap y salsa, producida por el propio Tempo. El famoso host de batallas de freestyle Misionero, aparece en el video de NFT.
"NFT", "Si Si", "Ready" y "Viviendo En Guerra" cuentan con su respectivo videoclip.
Tempo En 2023, lanzó un sencillo titulado «Me rendí», que formó parte del primer proyecto de música cristiana por parte del productor Boy Wonder CF titulado Chosen Few Fe.

## Discografía
Álbumes de estudio
- 1999: Game Over
- 2000: New Game
- 2009: Free Tempo
- 2018: Back To The Game

Álbumes en vivo
- 2001: Tempo Unplugged

Álbumes recopilatorios
- 2002: Tempo Éxitos

Mixtapes
- 2013: Free Music

EP
- 2020: Tempo es Tempo
- 2022: Tempo es Tempo II
- 2023: Tempo es Tempo III
- 2024: Tempo es Tempo IV

## Filmografía
- 2018: Conocerás la verdad
- 2021: Carta Blanca